# برينكلي (كامبريدجشير)
برينكلي (بالإنجليزية: Brinkley, Cambridgeshire)‏ هي قرية وأبرشية مدنية تقع في المملكة المتحدة في إنجلترا. يقدر عدد سكانها بـ 391 نسمة.